# Ардентаун
Ардентаун (англ. Ardentown) — деревня в округе Нью-Касл, штат Делавэр, США. Согласно переписи 2020 года, население составляет 255 человек.

## История
Ардентаун был основан Дональдом Стивенсом в 1922 году.

## География
Координаты деревни — 39°48′30″ с. ш. 75°28′59″ з. д. (39.8084460, −75.4829752). По данным Бюро переписи населения США, она имеет общую площадь в 0,61 км2. Ардентаун полностью располагается на суше. Через него проходит магистраль DE 3.

## Население
| Год переписи                              | Нас. |  | %±    |
| ----------------------------------------- | ---- |  | ----- |
| 1980                                      | 307  |  | —     |
| 1990                                      | 325  |  | 5,9%  |
| 2000                                      | 300  |  | −7,7% |
| 2010                                      | 264  |  | −12%  |
| 2020                                      | 255  |  | −3,4% |
| 1980–2020 — перепись населения. Источник: |      |  |       |

## Образование
Деревня находится в школьном округе Брендивайн.